# Сельское поселение Борискино-Игар
Се́льское поселе́ние Борискино-Игар — муниципальное образование в Клявлинском районе Самарской области Российской Федерации.
Административный центр — село Борискино-Игар.

## История
Законом Самарской области от 30 апреля 2015 года № 38-ГД, сельские поселения Борискино-Игар и Старый Байтермиш преобразованы, путём их объединения, в сельское поселение Борискино-Игар с административным центром в селе Борискино-Игар.

## Население
| 2010  | 2012  | 2013  | 2014  | 2015  | 2016  | 2017  |
| ----- | ----- | ----- | ----- | ----- | ----- | ----- |
| 1652  | ↘1641 | ↘1585 | ↘1569 | ↘1519 | ↗1677 | ↗1678 |
| 2018  | 2019  | 2020  | 2021  |       |       |       |
| ↘1641 | ↘1620 | ↘1600 | ↗1623 |       |       |       |

## Состав сельского поселения
| № | Населённый пункт | Тип населённого пункта       | Население |
| - | ---------------- | ---------------------------- | --------- |
| 1 | Борискино-Игар   | село, административный центр | 997       |
| 2 | Владимировка     | деревня                      | 1         |
| 3 | Воскресенка      | деревня                      | 1         |
| 4 | Подгорный Дол    | село                         | 43        |
| 5 | Пронино          | железнодорожная станция      | 655       |
| 6 | Старый Байтермиш | село                         | 226       |